# Charles Martel (1893)
Charles Martel byl predreadnought francouzského námořnictva. Byl prvním ze skupiny pěti příbuzných bitevních lodí tvořené plavidly Charles Martel, Carnot, Jauréguiberry, Masséna a Bouvet. Ve službě byl od roku 1897. Roku 1922 byl sešrotován.

## Stavba
Plavidlo postavila francouzská loděnice Arsenal de Brest v Brestu. Stavba byla zahájena v dubnu 1891, na vodu byla loď spuštěna v srpnu 1893 a do služby byla přijata v červnu 1897.

## Konstrukce
Hlavní výzbroj byla smíšená, tvořená dvěma 305mm kanóny v jednodělových věžích na přídi a na zádi, které doplňovaly dva 274mm kanóny v jednodělových věžích na bocích trupu. Sekundární výzbroj představovalo osm 139mm kanónů umístěných rovněž ve věžích na bocích trupu. Lehkou výzbroj představovaly čtyři 65mm kanóny, dvanáct 47mm kanónů a osm pětihlavňových 37mm kanónů. Výzbroj doplňovaly čtyři 450mm torpédomety. Část lehké výzbroje byla umístěna na dvou bojových stěžních. Příď trupu byla opatřena klounem. Pohonný systém tvořilo 24 kotlů Lagrafel d`Allest a dva parní stroje s trojnásobnou expanzí o výkonu 14 900 hp, které poháněly dva lodní šrouby. Nejvyšší rychlost dosahovala 18 uzlů. Dosah byl 4400 námořních mil při 10 uzlech.

### Modernizace
Během služby byly odstraněny dva torpédomety a instalovány čtyři další 47mm kanóny.